# Vriesea hydrophora
Vriesea hydrophora là một loài thuộc chi Vriesea. Đây là loài đặc hữu của Brasil.